# Repubblica Araba Unita ai Giochi della XVIII Olimpiade
L'Egitto, col nome di Repubblica Araba Unita, partecipò ai Giochi della XVIII Olimpiade, svoltisi a Tokyo dal 10 al 24 ottobre 1964, con una delegazione di 73 atleti impegnati in 9 discipline per un totale di 35 competizioni. Non fu conquistata nessuna medaglia.

## Risultati

### Pallanuoto
| Atleta | Classifica                                                                                              |                             |
| --- | --- | --------------------------- |
| V · D · M Nazionale maschile della Repubblica Araba Unita di pallanuoto · Giochi olimpici - Tokyo 1964 Khalil • Soliman • El-Gamal • Amin • El-Sayed • Kourched • Gamil • El-Moalem • Amir · CT : István Szívós | 9° |                             |
| Nazionale maschile della Repubblica Araba Unita di pallanuoto · Giochi olimpici - Tokyo 1964 | |                             |
| Khalil • Soliman • El-Gamal • Amin • El-Sayed • Kourched • Gamil • El-Moalem • Amir · CT: István Szívós | Khalil • Soliman • El-Gamal • Amin • El-Sayed • Kourched • Gamil • El-Moalem • Amir · CT: István Szívós | Rep. Araba Unita (bandiera) |